# Aeroportul Nkaus
Aeroportul Nkaus (IATA: NKU, ICAO: FXNK) este un aeroport din Districtul Mohale's Hoek, Lesotho.
Situat la o altitudine de 1.713 m, aeroportul dispune de o singură pistă.